# Munkácsy Sándor
Derczeni Munkácsy Sándor (Szaporca, 1823. november 11. – Paks, 1893. augusztus 20.) református lelkész. 

## Életútja
Apja Munkácsy Dániel szintén református lelkész volt. A gimnázium alsó osztályait apja keze alatt végezte, a többit Kiskunhalason, a bölcseletet, jogot és teologiát pedig Kecskeméten. 1845-ben avatták lelkésszé, 1849-ben a komáromi várba ment és ott szolgált honvédtiszti minőségben. A szabadságharc után bujdosott; a medinai (Tolna megye) egyház hívta meg segédlelkésznek. Segédlelkészi évei után 1852-ben dunaföldvári, 1854-ben paksi lelkész lett. 1873-ban a tolnai egyházmegye főesperesévé választották, ezen hivataláról két év múlva lemondott. 
Beszélt és írt németül, franciául, angolul és latinul. Lelkészkedése alatt a külföldet többször meglátogatta. Halála előtt 15 évvel esés következtében lábát súlyosan megsértette, ezért csak mankóval járhatott és a szobát őrizte. Több ezer kötetből álló könyvtárát a budapesti református teológiai intézetnek hagyta. 
Cikkei az Evangyéliomi Protestáns Lapban jelentek meg (a református énekeskönyv fokonkénti átalakítása mellett írt); írt még a Protestáns Papba.

## Művei
- A protestantismus és katholicismus a nemzetek szabadságához és jólétéhez való viszonyában. Laveleye Emil után magyarra ford. Derczenyi M. Sándor. Kiadta s Gladstone levele hozzáadásával bővíté Balogh Ferencz. Debreczen, 1876.
- Néhai Munkácsy Sándor Egyházi beszédei. Első kötet. Kiadja Bocsor Lajos. Bpest, 1897. (Ism. Sárospataki Lapok 1895. 16. sz.).

## Forrás
- Szinnyei József: Magyar írók élete és munkái IX. (Mircse–Oszvaldt). Budapest: Hornyánszky. 1903.